# Doctor Who (3.ª temporada)
A terceira temporada moderna da série de televisão britânica de ficção científica Doctor Who foi precedida pelo especial de Natal "The Runaway Bride" em 25 de dezembro de 2006. Após sua transmissão, uma série regular de treze episódios foi ao ar, começando com "Smith and Jones" a 31 de Março de 2007 e terminando com "Last of the Time Lords" a 30 de Junho do mesmo ano. Além disso, uma série animada de 13 partes (equivalente a um episódio regular) foi produzido e exibido como parte do Totally Doctor Who.
Estrelas no elenco contam com David Tennant como a décima encarnação do Doutor, um alienígena Senhor do Tempo que viaja através do tempo e espaço em sua TARDIS, acompanhado por Catherine Tate como Donna Noble no especial de Natal, Freema Agyeman como Martha Jones, sua nova companheira - mas que se despede no final da jornada, devido a alguns problemas que surgem pela temporada - e John Barrowman, reprisando seu papel de Capitão Jack Harkness nos últimos três episódios.
A temporada é conectada por um arco de história solto que consiste na frase "Mr Saxon". Finalmente é revelado a ser o retorno do Mestre, um recorrente inimigo do Doutor, interpretado primeiramente por Derek Jacobi em "Utopia", antes de sua regeneração em John Simm, que se intitula Harry Saxon, Primeiro-Ministro, nos dois episódios seguintes: "The Sound of Drums"/"Last of the Time Lords".

## Elenco

### Protagonistas
- David Tennant como Décimo Doutor (14 episódios)
- Freema Agyeman como Martha Jones (13 episódios)
- John Barrowman como Capitão Jack Harkness (3 episódios)

### Recorrentes
- Catherine Tate como Donna Noble (1 episódio)
- Adjoa Andoh como Francine Jones (5 episódios)
- Gugu Mbatha-Raw como Tish Jones (4 episódios)
- Reggie Yates como Leo Jones (4 episódios)
- Trevor Laird como Clive Jones (4 episódios)
- Jacqueline King como Sylvia Noble (1 episódio)
- Howard Attfield como Geoff Noble (1 episódio)
- John Simm como O Mestre/Harold Saxon (3 episódios)

### Convidados
- Derek Jacobi como o Mestre (1 episódio)
- Miranda Raison como Tallulah|Dallulah (1 episódio)
- Ryan Carnes como Laszlo (1 episódio)
- Andrew Garfield como Frank (1 episódio)
- Hugh Quarshie como Solomon (1 episódio)
- Dean Lennox Kelly como William Shakespeare (1 episódio)
- Mark Gatiss como Professor Richard Lazarus (1 episódio)
- Jessica Hynes como Joan Redfern (2 episódios)
- Carey Mulligan como Sally Sparrow (1 episódio)

## Episódios
| Especial |    |                                                           |                  |                   |                        |      |      |    |
| 178 | —  | "The Runaway Bride" "A Noiva em Fuga"                     | Euros Lyn        | Russell T Davies  | 25 de dezembro de 2006 | 3.X  | 9,35 | 84 |
| Donna Noble é transportada para dentro da TARDIS e O Doutor precisa mandá-la de volta para a Terra. É aí que começam os problemas. |    |                                                           |                  |                   |                        |      |      |    |
| Temporada |    |                                                           |                  |                   |                        |      |      |    |
| 179 | 1  | "Smith and Jones" "Smith e Jones"                         | Charles Palmer   | Russell T Davies  | 31 de março de 2007    | 3.1  | 8,71 | 88 |
| Para Martha Jones, uma estudante de medicina no centro de Londres, um dia normal se transforma em um pesadelo quando seu hospital inteiro é transportado para a Lua. Lá, ela tem que lutar contra os Judoon e despistar um Plasmavore sugador de sangue - mas ela pode confiar em um estranho misterioso chamado O Doutor?                    |    |                                                           |                  |                   |                        |      |      |    |
| 180 | 2  | "The Shakespeare Code" "O Código Shakespeare"             | Charles Palmer   | Gareth Roberts    | 7 de abril de 2007     | 3.2  | 7,23 | 87 |
| Para a primeira viagem de Martha na TARDIS, O Doutor a leva de volta no tempo, para a Inglaterra Elisabetana. Quando encontram William Shakespeare (Dean Lennox Kelly) sob o controle de bruxas mortais, eles devem lutar contra as forças dos primórdios do universo para impedir que a história seja mudada para sempre.                    |    |                                                           |                  |                   |                        |      |      |    |
| 181 | 3  | "Gridlock" "Congestionamento"                             | Richard Clark    | Russell T Davies  | 14 de abril de 2007    | 3.3  | 8,41 | 85 |
| O Doutor leva Martha ao planeta Nova Terra, no futuro distante. Mas quando encontram as ruas sendo governadas pelos sinistros Pharamacists, eles devem enfrentar a provação da Auto-Estrada misteriosa, a fim de descobrir um segredo terrível no coração da cidade.                                                                          |    |                                                           |                  |                   |                        |      |      |    |
| 182a | 4  | "Daleks in Manhattan" "Daleks em Manhattan"               | James Strong     | Helen Raynor      | 21 de abril de 2007    | 3.4  | 6,69 | 86 |
| A TARDIS aterrissa na Nova York dos anos 1930. No meio da Grande Depressão, as pessoas estão desaparecendo das ruas. Homens-Porco selvagens se escondem nos esgotos e, no topo do Empire State Building, os inimigos mais antigos do Doutor preparam seu plano mais ousado.                                                                   |    |                                                           |                  |                   |                        |      |      |    |
| 182b | 5  | "Evolution of the Daleks" "Evolução dos Daleks"           | James Strong     | Helen Raynor      | 28 de abril de 2007    | 3.5  | 6,97 | 85 |
| Dalek Sec renasce em forma humana e planeja construir um império Dalek na Nova York dos anos 1930. Enquanto Martha luta por sua vida no topo do edifício Empire State, O Doutor deve fazer uma aliança profana, a fim de mudar a história dos Dalek para sempre.                                                                              |    |                                                           |                  |                   |                        |      |      |    |
| 183 | 6  | "The Lazarus Experiment" "O Experimento Lázaro"           | Richard Clark    | Stephen Greenhorn | 5 de maio de 2007      | 3.6  | 7,19 | 86 |
| Martha volta para casa - este poderia ser o fim de suas viagens com o Doutor? Quando ela descobre que sua família está presa nas maquinações do Professor Lazarus (Mark Gatiss) e seu dispositivo de manipulação genética, começa uma luta pela sobrevivência, enquanto o DNA humano toma formas monstruosas.                                 |    |                                                           |                  |                   |                        |      |      |    |
| 184 | 7  | "42"                                                      | Graeme Harper    | Chris Chibnall    | 19 de maio de 2007     | 3.7  | 7,41 | 85 |
| Em uma galáxia distante, uma nave espacial perde o controle e é arremessada em direção a um sol fervente com os tripulantes e nossos heróis presos a bordo. Eles têm apenas 42 minutos para descobrir os autores da sabotagem, mas com uma estranha criatura começando a possuir a tripulação da nave, O Doutor está correndo contra o tempo. |    |                                                           |                  |                   |                        |      |      |    |
| 185a | 8  | "Human Nature" "Natureza Humana"                          | Charles Palmer   | Paul Cornell      | 26 de maio de 2007     | 3.8  | 7,74 | 86 |
| Em 1913, Martha assiste enciumada O Doutor aprender a ser humano e se apaixonar por uma enfermeira local, Joan Redfern. |    |                                                           |                  |                   |                        |      |      |    |
| 185b | 9  | "The Family of Blood" "A Família de Sangue"               | Charles Palmer   | Paul Cornell      | 2 de junho de 2007     | 3.9  | 7,21 | 86 |
| Enquanto John Smith se recusa a aceitar seu destino como um Senhor do tempo, a Família de Sangue vai se revelando. Então, O Doutor tem que tomar medidas terríveis para salvar toda a história. |    |                                                           |                  |                   |                        |      |      |    |
| 186 | 10 | "Blink" "Não Pisque"                                      | Hettie MacDonald | Steven Moffat     | 9 de junho de 2007     | 3.10 | 6,62 | 87 |
| Em uma casa antiga e abandonada, os Weeping Angels esperam. No entanto, quando as pessoas começam a desaparecer, uma jovem mulher chamada Sally descobre mensagens enigmáticas vindas de 1969 - mensagens de um estranho misterioso chamado o Doutor. Ela conseguirá decifrá-las antes dos Weeping Angels reclamarem o seu prêmio?            |    |                                                           |                  |                   |                        |      |      |    |
| 187a | 11 | "Utopia"                                                  | Graeme Harper    | Russell T Davies  | 16 de junho de 2007    | 3.11 | 7,84 | 87 |
| Jack está de volta! Enquanto o Capitão Jack volta a fazer parte da vida do Doutor, a TARDIS perde o controle e é jogada no fim do universo. Lá, eles encontram a selvagem Raça Futura governando o espaço sem lei, enquanto um solitário Professor tenta, em vão, salvar o que restou da raça humana.                                         |    |                                                           |                  |                   |                        |      |      |    |
| 187b | 12 | "The Sound of Drums" "O Som dos Tambores"                 | Colin Teague     | Russell T Davies  | 23 de junho de 2007    | 3.12 | 7,51 | 87 |
| Harold Saxon torna-se primeiro-ministro, e inicia seu reinado de terror. Este é apenas o início de suas ambições, contudo, enquanto ele anuncia o primeiro contato da humanidade com uma raça alienígena, a Toclafane. Um plano audacioso, abrangendo a totalidade do tempo e do espaço, começa a se fechar em torno da Terra.                |    |                                                           |                  |                   |                        |      |      |    |
| 187c | 13 | "Last of the Time Lords" "O Último dos Senhores do Tempo" | Colin Teague     | Russell T Davies  | 30 de junho de 2007    | 3.13 | 8,61 | 88 |
| A Terra foi conquistada e o Mestre reina supremo, a raça humana foi reduzida à escravidão, e os poderoso a cinzas. Apenas Martha Jones pode salvar o mundo... |    |                                                           |                  |                   |                        |      |      |    |

### Episódios suplementares
Uma série animada de 13 partes, The Infinite Quest, foi produzido e exibido como parte do programa infantil Totally Doctor Who na CBBC. Cada parcela teve aproximadamente três minutos e meio de duração que, quando compilados, equivaleram a um episódio regular. A série foi transmitida na íntegra em 30 de Junho de 2007 e mais tarde lançada em DVD.
| Título | Dirigido por | Escrito por | Exibição original  | Audiência no Reino Unido (milhões) |
| --- | ------------ | ----------- | ------------------ | ---------------------------------- |
| The Infinite Quest "A Busca do Infinito" | Gary Russel  | Alan Barnes | 2 de abril de 2007 | 0,6–0,9                            |
| O Décimo Doutor e Martha Jones partem numa aventura através do espaço a fim de encontrar os datachips que desbloqueariam o Infinito, uma nave espacial enorme que pode conceder as pessoas o desejo de seu coração. No entanto, o malvado Baltazar também o está procurando. |              |             |                    |                                    |

## Produção

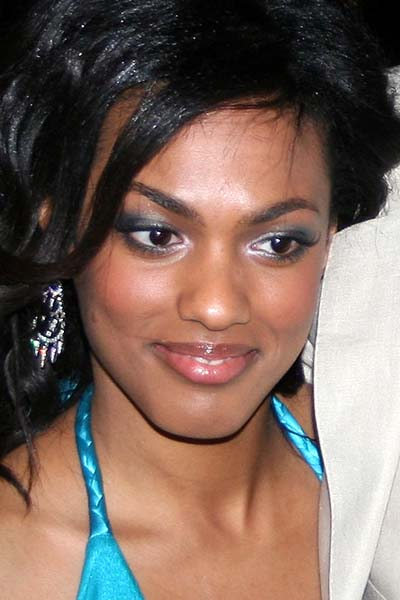
Freema Agyeman foi a primeira mudança de companheira desde o retorno do show.

Após o sucesso da primeira temporada, a BBC anunciou que Doctor Who tinha sido renovada para uma terceira temporada em 16 de Junho de 2005,  apenas dois meses após o anúncio da segunda temporada. A gravação para o especial de Natal começou em 4 de Julho de 2006, com a produção da série em si começando em 8 de Agosto de 2006 e concluindo em 2 de abril de 2007.
Escritores no primeiro tempo do show incluíram Gareth Roberts, que já escreveu o episódio interativo "Attack of the Graske" e os TARDISODEs; Helen Raynor, editora de script no programa; Chris Chibnall, o escritor principal e co-produtor do Spin-off Torchwood; e Greenhorn Stephen. Os escritores anteriores Paul Cornell, Steven Moffat e Russell T Davies contribuíram para a série, com Davies continuando a agir como escritor chefe e produtor executivo. Phil Collinson e Susie Liggat atuaram como produtores, com Julie Gardner sendo produtora executiva. Euros Lyn, Charles Palmer, Richard Clark, James Strong, Graeme Harper, Hettie MacDonald e Colin Teague dirigiram os episódios da série.
Os episódios foram dispostos em um arco de história solto, relacionado com o apelido do Mestre - "Mr Saxon". O nome do personagem foi mencionado pela primeira vez em "The Runaway Bride", quando o Ministério da Defesa derrubou uma nave alienígena a pedido do Mr. Saxon. Vários elementos dos episódios da série contribuem para o final em três partes: os eventos de "The Lazarus Experiment" e "42" foram diretamente influenciados pelo Mestre; o seu retorno foi profetizado pela Face de Boe, e um relógio semelhante ao usado pelo Doutor para mudar a sua biologia de Senhor do Tempo em humano também serviu para esconder o Mestre no papel de Primeiro-Ministro.

### Blocos de Produção
| Bloco | Episodio                                        | Dirigido por     | Escrito por                        | Produzido por  | Código    |
| ----- | ----------------------------------------------- | ---------------- | ---------------------------------- | -------------- | --------- |
| 1     | "The Runaway Bride"                             | Euros Lyn        | Russell T Davies                   | Phil Collinson | 3.X       |
| 2     | "Smith and Jones" "The Shakespeare Code"        | Charles Palmer   | Russell T Davies Gareth Roberts    | Phil Collinson | 3.1 3.2   |
| 3     | "Gridlock" "The Lazarus Experiment"             | Richard Clark    | Russell T Davies Stephen Greenhorn | Phil Collinson | 3.3 3.6   |
| 4     | "Daleks in Manhattan" "Evolution of the Daleks" | James Strong     | Helen Raynor                       | Phil Collinson | 3.4 3.5   |
| 5     | "Blink"                                         | Hettie MacDonald | Steven Moffat                      | Phil Collinson | 3.10      |
| 6     | "Human Nature" "The Family of Blood"            | Charles Palmer   | Paul Cornell                       | Susie Liggat   | 3.8 3.9   |
| 7     | "42" "Utopia"                                   | Graeme Harper    | Chris Chibnall Russell T Davies    | Phil Collinson | 3.7 3.11  |
| 8     | "The Sound of Drums" "Last of the Time Lords"   | Colin Teague     | Russell T Davies                   | Phil Collinson | 3.12 3.13 |